# In the Army Now (sång)
In the Army Now är en låt skriven och framförd av den nederländska duon Bolland & Bolland 1982. Låten toppade bland den norska singellistan och nådde en andraplats på den svenska. Den fanns med på gruppens konceptalbum Domino Theory som också släpptes samma år.
1986 gjorde boogierockgruppen Status Quo en cover på låten i samband med återföreningen av gruppen.
Låten blev en stor internationell hit och är gruppens mest sålda singel. Singeln nådde #2 på brittiska singellistan. B-sidan på singeln heter Heartburn och är skriven av Francis Rossi/Rick Parfitt/Patrick. Låten finns med på albumet In the Army Now som också släpptes 1986.
1987 släppte det tyska bandet FEE en cover på låten med titeln Du mußt zu Bundeswehr.
1994 gjorde det Slovenska industrisynthbandet Laibach en cover på låten på skivan NATO
Även svenska bandet Sabaton har gjort en cover av låten som släpptes 2012.
Låten har ibland även spelats på svenska regementen som ett sätt att "välkomna" nyinryckta.[källa behövs]

## Album som låten finns på
- Bolland & Bolland - Domino Theory (1982)
- Status Quo - In The Army Now (album) (1986)
- Status Quo - Rocking All Over The Years (1991)
- Laibach - NATO (1994)
- Status Quo - Live Alive Quo (1994)
- Status Quo - "Whatever You Want" - the Very Best Of Status Quo (1997)
- Status Quo - XS All Areas - The Greatest Hits (2004)
- Sabaton - Carolus Rex (2012)